# Lurraldebus
Lurraldebus es el servicio de transporte público interurbano en autobús de la Diputación Foral de Guipúzcoa, en España.
Este servicio opera a través de diferentes empresas concesionarias bajo la coordinación e imagen unificada de Lurraldebus.
Los servicios de transporte público interurbano de viajeros por carretera son competencia de la Diputación Foral de Guipúzcoa. Con el fin de coordinar y mejorar dicho servicio, en 2005 la Diputación Foral y las empresas encargadas de ofrecerlo crearon Lurraldebus.
Lurraldebus empezó a operar como tal en diciembre de 2006 con un billete único propio que fue reemplazado en marzo de 2013 por el billete único MUGI, de la Autoridad Territorial del Transporte de Guipúzcoa.
Con la entrada en vigor del sistema unificado MUGI, Lurraldebus dejó de ser una entidad mercantil para ser asumida por el Departamento de Movilidad de la Diputación. Se convirtió, entonces, en el servicio de transporte público de autobús interurbano de Guipúzcoa.
Desde 2014 Lurraldebus ha unificado su imagen tanto en los autobuses como en las marquesinas.
Cuenta con un Centro de Gestión Global (denominado Lurraldebus Gunea), centro de controles remotos en cada una de las empresas operadoras, más de 200 autobuses y 200 paradas equipadas con pantallas de información.

## Billetes
La Autoridad Territorial del Transporte de Guipúzcoa (ATTG) es la institución encargada de regular las tarifas de los distintos medios de transporte de Guipúzcoa.
Los dos tipos de billete que pone a disposición son el billete ocasional (billete papel) y lo que las instituciones públicas han promocionado frecuentemente como el billete único.
El billete único es una tarjeta monedero sin contacto que el usuario debe recargar y de la que se descuenta el importe de los viajes que realiza. Inicialmente, desde diciembre de 2006, fue implantado y gestionado por Lurraldebus en las líneas de autobús interurbano de Guipúzcoa.
Por Acuerdo del Consejo de Diputados de fecha 28 de diciembre de 2012 se aprobó el convenio de colaboración, a suscribir entre la Diputación Foral de Guipúzcoa y la ATTG para la implantación del sistema de integración tarifaria en el transporte público colectivo del Territorio Histórico de Guipúzcoa. En este sentido, se transmitieron a la ATTG los activos, derechos y obligaciones vinculados a las actividades desarrolladas hasta la fecha por Lurraldebus en relación con su billete único, para que la implantación del sistema de integración tarifaria se produjera sobre la base de estos elementos.
En consecuencia, el nuevo sistema denominado MUGI entró en vigor el 3 de marzo de 2013 y hoy en día es el sistema unificado que se puede utilizar en los principales medios de transporte público de Guipúzcoa y en otros fuera de este territorio, es decir, un mismo billete en todos los transportes, mismas tarifas, misma zonificación, mismo contador de viajes y transbordos gratuitos.
En Lurraldebus es gestionado técnicamente por la Ingeniería Prointec y cada autobús lleva incorporado un pequeño pero potente ordenador que funciona bajo un sistema operativo Linux y al que llegan datos como por ejemplo, la localización de cada coche en coordenadas UTM, ya que lleva incorporada una antena de GPS, o los datos de las cancelaciones de billetes, por lo que se pueden extraer datos tan interesantes como por ejemplo, saber cuáles son las líneas más utilizadas, en qué paradas se sube o baja más gente, y muchas estadísticas más.
La expendedora de billetes del conductor y las canceladoras están diseñadas y mantenidas por la multinacional española Telvent.

## Líneas por comarcas

### San Sebastián (entre capitales)
| Línea | Recorrido                                                          | Tipo     |
| ----- | ------------------------------------------------------------------ | -------- |
| DO01  | San Sebastián (Intermodal) – Zarauz* – Bilbao                      | Diurna   |
| DO02  | San Sebastián (Intermodal) – Zarauz* – Vitoria                     | Diurna   |
| DO03  | San Sebastián (Intermodal) – Tolosa* – Zumárraga – Bilbao          | Diurna   |
| DO04  | San Sebastián (Intermodal) – Zarauz* – Aeropuerto de Bilbao (Loiu) | Diurna   |
| DO44G | San Sebastián (Intermodal) – Zarauz* – Aeropuerto de Bilbao (Loiu) | Nocturna |

### Oarsoaldea - Bidasoa
| Línea | Recorrido | Tipo            |
| ----- | --- | --------------- |
| E01   | Pasajes San Juan – Lezo – Rentería – Pasajes Ancho – San Sebastián (Centro)                                                 | Diurna          |
| E02   | Oyarzun – Rentería – Pasajes Ancho – San Sebastián (Centro)                                                                 | Diurna          |
| E03   | Pasajes San Juan – Lezo – Rentería – Pasajes Ancho – San Sebastián (Hospitales)                                             | Diurna          |
| E04   | Oyarzun – Rentería – Pasajes Ancho – San Sebastián (Ibaeta)                                                                 | Diurna          |
| E05   | Rentería (Beraun) – Pasajes Ancho – San Sebastián (Centro)                                                                  | Diurna          |
| E06   | Rentería – San Sebastián (C.C. Garbera) – Astigarraga                                                                       | Diurna          |
| E07   | Pasajes San Pedro – Trintxerpe – Pasajes Ancho – San Sebastián (Hospitales)                                                 | Diurna          |
| E08   | Pasajes San Pedro – Trintxerpe Alto – San Sebastián (Centro)                                                                | Diurna          |
| E09   | Pasajes San Pedro – San Sebastián (Centro)                                                                                  | Diurna          |
| E15   | Rentería (Beraun) – Pasajes Ancho – San Sebastián (Hospitales)                                                              | Diurna          |
| E20   | Fuenterrabía – Rentería – Pasajes Ancho – San Sebastián (Centro)                                                            | Diurna          |
| E21   | Aeropuerto de San Sebastián (Fuenterrabía) – Fuenterrabía – San Sebastián (Centro) En verano no para en el aeropuerto       | Diurna          |
| E22   | Fuenterrabía – Hospital del Bidasoa – P.I. Araso – C.C. Txingudi                                                            | Diurna          |
| E23   | Fuenterrabía – Irún (Oeste) – San Sebastián (Ibaeta)                                                                        | Diurna          |
| E24   | Irún – San Sebastián (Ibaeta)                                                                                               | Diurna          |
| E25   | Fuenterrabía – Irún | Diurna          |
| E26   | Irún – Rentería – Pasajes Ancho – San Sebastián (Centro)                                                                    | Diurna          |
| E27   | Fuenterrabía – Irún – Rentería – Pasajes Ancho – San Sebastián (Centro)                                                     | Diurna          |
| E28   | Fuenterrabía – Irún – San Sebastián (Ibaeta)                                                                                | Diurna          |
| E29   | Fuenterrabía – Irún – San Sebastián (Hospitales)                                                                            | Diurna          |
| E30   | San Sebastián (Intermodal) – Aeropuerto de San Sebastián (Fuenterrabía) Esta línea presta servicio en verano exclusivamente | Diurna          |
| E50   | Fuenterrabía – San Sebastián (Anoeta)                                                                                       | Especial fútbol |
| E51   | Pasajes San Juan – Lezo – Rentería – San Sebastián (Anoeta)                                                                 | Especial fútbol |
| E52   | Oyarzun – Rentería – San Sebastián (Anoeta)                                                                                 | Especial fútbol |
| E55   | Rentería (Beraun) – San Sebastián (Anoeta)                                                                                  | Especial fútbol |
| E59   | Pasajes San Pedro – San Sebastián (Anoeta)                                                                                  | Especial fútbol |
| E71   | Pasajes San Juan – Lezo – Rentería – Pasajes Ancho – San Sebastián (Centro)                                                 | Nocturna        |
| E72   | Oyarzun – Rentería – Pasajes Ancho – San Sebastián (Centro)                                                                 | Nocturna        |
| E75   | Rentería (Beraun) – Pasajes Ancho – San Sebastián (Centro)                                                                  | Nocturna        |
| E77   | Fuenterrabía – Irún – Rentería – Pasajes Ancho – San Sebastián (Centro)                                                     | Nocturna        |
| E78   | Fuenterrabía – Irún | Nocturna        |
| E79   | Pasajes San Pedro – San Sebastián (Centro)                                                                                  | Nocturna        |

### Buruntzaldea - Tolosa
| Línea | Recorrido                                                          | Tipo            |
| ----- | ------------------------------------------------------------------ | --------------- |
| BU02  | Usúrbil – Lasarte-Oria – San Sebastián (Hospitales)                | Diurna          |
| BU03  | Andoáin – Lasarte-Oria – San Sebastián (Centro, por el Antiguo)    | Diurna          |
| BU04  | Andoáin – Lasarte-Oria – San Sebastián (Centro, por Amara)         | Diurna          |
| BU05  | Andoáin – Urnieta – Hernani – San Sebastián (Centro)               | Diurna          |
| BU06  | Andoáin – San Sebastián (Hospitales)                               | Diurna          |
| BU07  | Tolosa – San Sebastián (Centro, por los pueblos)                   | Diurna          |
| BU08  | Tolosa – San Sebastián (Centro, directo)                           | Diurna          |
| BU09  | Tolosa – San Sebastián (Hospitales)                                | Diurna          |
| BU10  | Usúrbil – Lasarte-Oria – Hernani                                   | Diurna          |
| BU11  | Hernani – San Sebastián (Centro, por Ayete)                        | Diurna          |
| BU12  | Hernani – Astigarraga – San Sebastián (Centro, por Martutene)      | Diurna          |
| BU13  | Hernani – Astigarraga – San Sebastián (Centro)                     | Diurna          |
| BU20E | Hernani – Pikoaga                                                  | Bajo demanda    |
| BU40G | Andoáin – Urnieta – Hernani – Astigarraga – San Sebastián (Centro) | Nocturna        |
| BU41G | Lasarte-Oria – San Sebastián (Centro)                              | Nocturna        |
| BU47G | Tolosa – San Sebastián (Centro, por los pueblos)                   | Nocturna        |
| BU50B | Hernani – San Sebastián (Anoeta)                                   | Especial fútbol |
| BU51B | Lasarte-Oria – San Sebastián (Anoeta)                              | Especial fútbol |
| BU55B | Andoáin – Urnieta – Hernani – San Sebastián (Anoeta)               | Especial fútbol |
| BU57B | Tolosa – San Sebastián (Anoeta)                                    | Especial fútbol |

### Tolosaldea
| Línea | Recorrido                                                          | Tipo         |
| ----- | ------------------------------------------------------------------ | ------------ |
| TO01  | Tolosa – Alegría de Oria – Amézqueta – Abalcisqueta                | Diurna       |
| TO02  | Tolosa – Ibarra – Berrobi – Elduain – Berastegi                    | Diurna       |
| TO03  | Tolosa – Txarama – Lizarza – Oreja                                 | Diurna       |
| TO04  | Tolosa – Ibarra – Belaunza – Leaburu – Gaztelu                     | Diurna       |
| TO05  | Tolosa – Albíztur – Bidegoyan                                      | Diurna       |
| TO06  | Tolosa – Ibarra (Apatta Erreka)                                    | Diurna       |
| TO07  | Tolosa – Anoeta – Irura – Villabona – Zizurkil – Asteasu – Larraul | Diurna       |
| TO08  | Larraul – Asteasu – Zizurkil – Villabona – Aduna                   | Diurna       |
| TO20E | Tolosa – Anoeta – Alquiza                                          | Bajo demanda |
| TO21E | Tolosa – Hernialde                                                 | Bajo demanda |
| TO22E | Zizurkil – Villabona                                               | Bajo demanda |
| TO23E | Andoáin – Aduna                                                    | Bajo demanda |
| TO24E | Orendáin – Alegría de Oria                                         | Bajo demanda |
| TO25E | Alegría de Oria – Alzo                                             | Bajo demanda |
| TO26E | Baliarrain – Alegría de Oria                                       | Bajo demanda |
| TO27E | Villabona – Alquiza                                                | Bajo demanda |
| TO28E | Amézqueta (Ugarte) – Tolosa (Bedaio)                               | Bajo demanda |
| TO29E | Ibarra (Izaskun) – Tolosa – Ibarra                                 | Bajo demanda |
| TO41G | Tolosa – Alegría de Oria – Amézqueta – Abalcisqueta                | Nocturna     |
| TO42G | Tolosa – Ibarra – Berrobi – Elduain – Berastegi                    | Nocturna     |
| TO47G | Tolosa – Anoeta – Irura – Villabona – Zizurkil – Asteasu           | Nocturna     |

### Goierri
| Línea | Recorrido                                                                             | Tipo         |
| ----- | ------------------------------------------------------------------------------------- | ------------ |
| GO01  | Cegama – Segura – Idiazábal – Olaberría – Beasáin – Villafranca de Ordicia – Zaldivia | Diurna       |
| GO03  | Beasáin – Olaberría – Lazcano                                                         | Diurna       |
| GO04  | Legorreta – Itsasondo – Ordizia – Beasáin – Lazkao – Ataun                            | Diurna       |
| GO05  | Lazkao – Ordizia – Beasáin – Ormáiztegui – Ezkio-Itsaso – Hospital de Zumárraga       | Diurna       |
| GO06  | Gabiria – Ormáiztegui – Itsaso – Ezkio – Zumárraga                                    | Diurna       |
| GO07  | Legazpi – Zumárraga* – Beasáin* – Ordizia* – Tolosa* – San Sebastián                  | Diurna       |
| GO21E | Alzaga – Arama – Ordizia – Itsasondo                                                  | Bajo demanda |
| GO22E | Mutiloa – Zerain – Segura                                                             | Bajo demanda |
| GO23E | Gaintza – Zaldibia – Ordizia                                                          | Bajo demanda |
| GO41G | "Nocturno"                                                                            | Nocturna     |

### Urola Kosta
| Línea | Recorrido                                                                              | Tipo     |
| ----- | -------------------------------------------------------------------------------------- | -------- |
| UK01  | Azkoitia – Loiola – Azpeitia – Zestoa – San Sebastián (Intermodal)                     | Diurna   |
| UK02  | Azkoitia – Azpeitia – Régil – Bidegoyan – Albíztur – Tolosa                            | Diurna   |
| UK03  | Azkoitia – Azpeitia – Zestoa – Aizarnazábal – Zarauz                                   | Diurna   |
| UK04  | Beizama – Azpeitia                                                                     | Diurna   |
| UK05  | Zestoa – Azpeitia – Azkoitia – Elgoibar – Eibar – Ermua                                | Diurna   |
| UK06  | Zumaya – Zestoa – Azpeitia – Azkoitia – Villarreal de Urrechua – Hospital de Zumárraga | Diurna   |
| UK07  | Zumaya – Aizarnazábal – Zestoa                                                         | Diurna   |
| UK08  | Zarauz – Aia – Orio                                                                    | Diurna   |
| UK09  | Zumaya – Getaria – Zarauz – Orio – Usúrbil – San Sebastián (Intermodal)                | Diurna   |
| UK10  | Zumaya – Getaria – Zarauz – San Sebastián (Intermodal)                                 | Diurna   |
| UK11  | Zumaya – Getaria – Zarauz – Orio – San Sebastián (Centro y Hospitales)                 | Diurna   |
| UK41G | Azkoitia – Loiola – Azpeitia – Zestoa – San Sebastián (Intermodal)                     | Nocturna |
| UK43G | Azkoitia – Azpeitia – Zestoa – Aizarnazábal – Zarauz                                   | Nocturna |
| UK45G | Zestoa – Azpeitia – Azkoitia – Elgoibar – Eibar                                        | Nocturna |
| UK46G | Zumaya – Zestoa – Azpeitia – Azkoitia                                                  | Nocturna |
| UK47G | Zumaya – Aizarnazábal – Zestoa                                                         | Nocturna |
| UK48G | Zarauz – Aia – Orio                                                                    | Nocturna |
| UK49G | Zumaya – Getaria – Zarauz – Orio – Usúrbil – San Sebastián (Centro)                    | Nocturna |

### Debabarrena
| Línea | Recorrido                                                                               | Tipo     |
| ----- | --------------------------------------------------------------------------------------- | -------- |
| DB01  | Éibar – Elgeta                                                                          | Diurna   |
| DB02  | Ermua – Éibar – Elgoibar – Zarauz – San Sebastián (Intermodal)                          | Diurna   |
| DB03  | Lequeitio – Berriatua – Ondárroa – Motrico – Deva – Zarauz – San Sebastián (Intermodal) | Diurna   |
| DB04  | Mallavia – Ermua – Éibar – Elgoibar – Mendaro – Deva – Motrico – Ondárroa               | Diurna   |
| DB05  | Ondárroa – Motrico – Deva – Zumaya                                                      | Diurna   |
| DB06  | Soraluce – Éibar – Elgoibar – Mendaro – Deba – Motrico – Ondarroa                       | Diurna   |
| DB42G | Amorebieta – Durango – Ermua – Éibar – Elgoibar – Zarauz – San Sebastián (Intermodal)   | Nocturna |
| DB43G | Lequeitio – Berriatua – Ondárroa – Motrico – Deva – Zarauz – San Sebastián (Intermodal) | Nocturna |
| DB44G | Mallavia – Ermua – Éibar – Elgoibar – Mendaro – Deva – Motrico – Ondárroa               | Nocturna |
| DB45G | Ondárroa – Motrico – Deva – Zumaya                                                      | Nocturna |

### Debagoiena - Urola Garaia
| Línea | Recorrido                                       | Tipo         |
| ----- | ----------------------------------------------- | ------------ |
| DG01  | Mondragón – Oñate – Bilbao                      | Diurna       |
| DG02  | Vergara – Oñate – Mondragón – Durango – Bilbao  | Diurna       |
| DG03  | Zumárraga – Anzuola – Vergara                   | Diurna       |
| DG04  | Zumárraga – Legazpi – Oñate – Mondragón         | Diurna       |
| DG05  | Eibar – Mondragón – Escoriaza – Vitoria         | Diurna       |
| DG05A | (Ermua) – Eibar – Vergara – Mondragón – Vitoria | Diurna       |
| DG05D | Eibar – Vitoria (por pantano)                   | Diurna       |
| DG06  | Escoriaza – Mondragón – Deva                    | Diurna       |
| DG07  | Escoriaza – San Sebastián (Intermodal)          | Diurna       |
| DG09  | Legazpi – Zumárraga – Zumárraga (Hospital)      | Diurna       |
| DG10  | Vergara – Mondragón – Aretxabaleta – Escoriaza  | Diurna       |
| DG11  | Eibar – Mondragón                               | Diurna       |
| DG12  | Mondragón – Oñate – Aeropuerto de Bilbao (Loiu) | Diurna       |
| DG20E | Vergara – Elgueta                               | Bajo demanda |
| DG21E | Leintz – Escoriaza – Mondragón (Hospital)       | Bajo demanda |
| DG40G | Eibar – Vergara – Mondragón – Escoriaza         | Nocturna     |
| DG41G | Oñate – Mondragón – Escoriaza – Leintz Gatzaga  | Nocturna     |
| DG42G | Eibar – Soraluze – Vergara – Mondragón          | Nocturna     |
| DG43G | Zumárraga – Anzuola – Vergara                   | Nocturna     |
| DG44G | Zumárraga – Legazpi – Oñate – Mondragón         | Nocturna     |
| DG45G | Eibar – Mondragón – Vitoria                     | Nocturna     |
| DG47G | Escoriaza – San Sebastián (Intermodal)          | Nocturna     |
| DG48G | Mondragón – Oñate – Aeropuerto de Bilbao (Loiu) | Nocturna     |

## Empresas concesionarias
| Concesión | Zonas                                       | Empresa concesionaria                 |
| --------- | ------------------------------------------- | ------------------------------------- |
| LUR-E-01  | Oarsoaldea - Bidasoa                        | Ekialdebus                            |
| LUR-M-05  | Buruntzaldea - Tolosa                       | Tolosa Buruntzaldea Hiriartekoa (TBH) |
| LUR-Z-03  | Tolosaldea                                  | Tolosaldea Bus                        |
| LUR-Z-04  | Goierri                                     | Bilman Bus                            |
| LUR-M-02  | Debabarrena y Kosta                         | Euskotren Autobusa                    |
| LUR-M-06  | Urola Erdia                                 | Autobuses La Guipuzcoana              |
| LUR-DG-07 | Debagoiena - Urola Garaia y entre capitales | Transportes PESA (Avanza)             |